# 李贵成
李贵成（？—1914年6月22日），字惠臣，贵州人，中国民主革命家。

## 生平
1914年，张百麟等人接到贵州的报告，得知袁世凯将原贵州都督杨荩诚在上海所购的军械调拨给护军使刘显世，该批军械将取道湘西运往贵州。他们遂派凌霄潜赴湖南，组织劫夺军械，并就地起义。李贵成遂自家乡和凌霄、田云卿等人到湖南。凌霄到常德后，准备了两个方案，一是起义成功便占领湘西，二是起义不成便炸毁该批军械。因事泄，起义未举行便被镇压。凌霄、欧阳煜、李贵成（惠臣）、田文魁（云卿）等人在常德被汤芗铭部逮捕，后于6月22日被执行枪决（其中凌霄中弹未死，后逃走）。李惠臣去世时年仅25岁。
他在被捕后的供词如下：
二、李惠臣供称：现年二十五岁，贵州人。我今年五月由家乡同凌霄、田云卿等多人来湖南，原为运动贵州军火，相机起事。不幸大志未遂，即遭拿获。如以为罪，请速处置。所供是实。